# Новая Давыдовщина
Новая Давыдовщина — деревня в Окуловском муниципальном районе Новгородской области, относится к Боровёнковскому сельскому поселению.
Деревня расположена на Валдайской возвышенности, в 13 км к северо-западу от Окуловки (23 км по автомобильной дороге), до административного центра сельского поселения — посёлка Боровёнка 3 км.
В 2 км к юго-западу от Новой Давыдовщины расположена деревня Выдрино.
| 2010 |
| ---- |
| 0    |

## История
В Новгородской губернии деревня была приписана к Заозёрской волости Крестецкого уезда, а с 30 марта 1918 года Маловишерского уезда.

## Транспорт
Ближайшая железнодорожная станция расположена на главном ходу Октябрьской железной дороги — в Боровёнке.